# Orquestra Sinfônica de Sydney

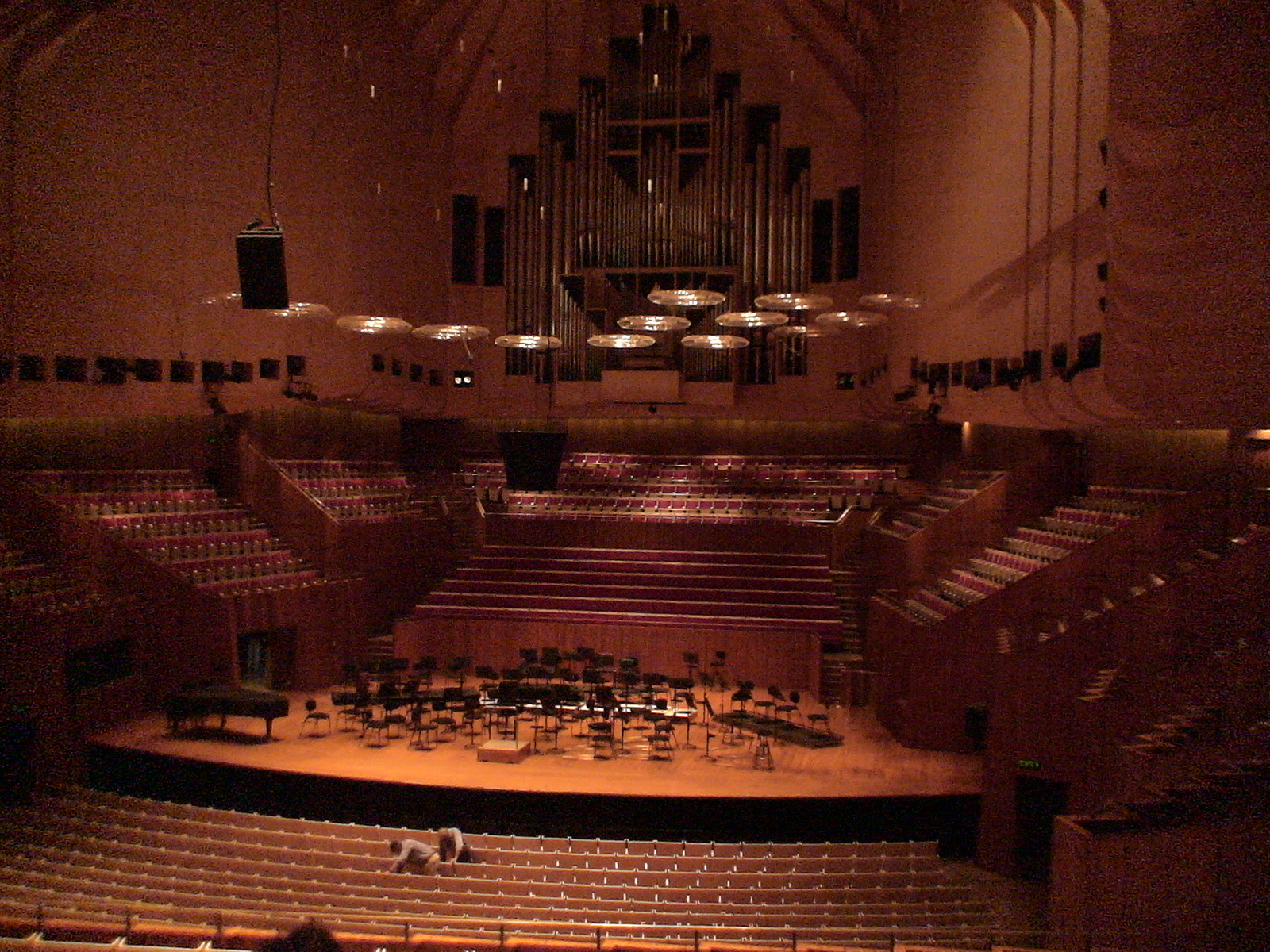

A Orquestra Sinfônica de Sydney (Sydney Symphony Orchestra), conhecida popularmente como Sinfônica de Sydney, é uma orquestra baseada em Sydney, Austrália. É a única orquestra a ter a Sydney Opera House como sede. Ela faz parte de uma rivalidade, com a Orquestra Sinfônica de Melbourne, uma competição pelo título de melhor orquestra da Austrália.
A Sinfônica de Sydney é um ícone no cenário cultural australiano, apresentando cerca de 150 concertos por ano, com um público de aproximadamente 350 mil, por ano. Entretanto, a orquestra não apresenta-se apenas na Sydney Opera House, mas em outros teatro de Sydney, como o City Recital Hall, em Angel Place e no Sydney Town Hall (que foi a residência da orquestra até a inauguração da atual, em 1973).
Vladimir Ashkenazy é o atual maestro e diretor artístico.

## História
A orquestra foi fundada em 1932 como Orquestra Sinfônica Nacional e consistia num grupo de 24 músicos. O primeiro concerto significante ocorreu apenas em 1934, quando Sir Hamilton Harty visitou a Austrália. Sua visita fez acontecer a criação de uma orquestra sinfônica permanente para Sydney. Em 1936 a orquestra contava com 45 músicos, que chegava aumentar até 70 para performances públicas.
Por causa da instabilidade política da Europa na década de 1930, muitos artistas foram para a Austrália. Performances aconteceram com a direção de Antal Doráti e Sir Thomas Beecham. Solistas que apareceram com a orquestra juntam-se a Arthur Rubinstein, Bronisław Huberman e Artur Schnabel.
Com o fim da Segunda Guerra Mundial, foi dado o nome de Orquestra Sinfônica de Sydney a orquestra que havia sido fundada em 1980. A "nova" orquestra, com 82 músicos, apresentou seu primeiro concerto em Janeiro de 1946.
Em 1947 o maestro Eugene Goossens juntou-se a orquestra como o maestro principal. Goossens introduziu um repertório novo na orquestra e conduziu premières australianas de músicas contemporâneas. Em 1948 ele proferiu as palavras: "Sydney deve ter uma casa de ópera!". Goossens foi nomeado Cavalheiro da Realeza em 1955. Seu trabalho em Sydney foi abruptamente interrompido em Março e 1956, por causa de um escândalo pessoal e ele foi forçado a retornar a Inglaterra.
Sir Eugene Goossens foi sucedido por Nikolai Malko, Dean Dixon, Moshe Atzmon e Willem van Otterloo. Com van Otterloo, a orquestra fez uma turnê de oito semanas pela Europa, em 1974, culminando em dois concertos em Amsterdã. Também com van Otterloo, a orquestra fixou-se na Sydney Opera House.
Em 1982 Sir Charles Mackerras tornou-se o primeiro Australiano a ser apontado como maestro chefe. Quando Mackerras deixou a orquestra em 1985, o jovem maestro Stuart Challender ocupou o lugar de maestro para algumas performances. Essas performances fizeram ele ser o novo maestro da orquestra, em 1987. Ele permaneceu no cargo até sua morte, em Dezembro de 1991.
Em 1994, a orquestra recebeu um suporte governamental, e aumentou o número de músicos para 110, aumentou as turnês e gravações e os salários. Nesse ano, Edo de Waart foi apontado como maestro chefe da orquestra e diretor artístico. Permaneceu no cargo até 2003.
De Waart aumentou significantemente a qualidade da orquestra em sua gestão, trazendo-a para o ranking das melhores do mundo, pela primeira vez. Ele trouxe restrições ao uso de subtítulos e soube guiar a orquestra de uma forma diferente. Em sua gestão aconteceu a performance do Cíclo do Anel de Richard Wagner, um foco especial a Gustav Mahler e turnês pela Europa (1995), Japão (1996) e Estados Unidos (1998).

## Maestros
- 1947-1956 Eugène Goossens
- 1957-1961 Nikolai Malko
- 1964-1967 Dean Dixon
- 1967-1971 Moshe Atzmon
- 1971-1978 Willem van Otterloo
- 1979-1982 Louis Frémaux
- 1982-1985 Charles Mackerras
- 1986-1987 Zdeněk Mácal
- 1987-1991 Stuart Challender
- 1993-2003 Edo de Waart
- 2004-2008 Gianluigi Gelmetti
- 2009 - Vladimir Ashkenazy